# Bijacovce
Bijacovce (Hongaars: Szepesmindszent) is een Slowaakse gemeente in de regio Prešov, en maakt deel uit van het district Levoča.
Bijacovce telt 890 inwoners.

## Geboren
- Imre Csáky (1882 - 1961), politicus